# Karl Schmitt-Walter
Karl Schmitt-Walter   (Germersheim, 23 de desembre de 1900 - Kreuth, 14 de gener de 1985) va ser un destacat cantant d'òpera alemany, particularment associat amb Mozart i els rols més lírics de baríton de Wagner.
Schmitt-Walter va néixer a Germersheim. Va estudiar al Conservatori de Nuremberg amb Gustav Landauer i va debutar allà el 1921. Posteriorment va aparèixer a teatres d'òpera provincials d'Oberhausen, Saarbrücken, Dortmund i Wiesbaden, construint una reputació d'excel·lència vocal a mesura que avançava. Schmitt-Walter va fer el seu debut clau a l'Òpera Estatal de Berlín el 1935, com el comte Luna a Il trovatore, cosa que va conduir a una llarga associació amb aquest important teatre, on cantaria un ampli repertori de parts líriques per a la veu de baríton. També va actuar sovint a l'Òpera Estatal d'Hamburg, a l'Òpera Estatal de Viena, al Festival de Salzburg, al Festival de Bayreuth i, a partir de 1950, a l'Òpera Estatal de Múnic.
Fora del centre operístic austro-alemany, va fer aparicions a l'Òpera de París, al Royal Opera House, al Covent Garden, a Londres, al Liceu de Barcelona, a La Monnaie de Brussel·les i al Holland Festival, entre d'altres grans escenaris europeus.
Schmitt-Walter posseïa una veu relativament lleugera i d'alt baríton de gran bellesa i estava equipat amb una tècnica de cant excepcionalment bona. Va ser particularment admirat pels papers de Mozart i Wagner, sobretot Papageno, Wolfram von Eschenbach i Beckmesser, paper que cantava sovint a Bayreuth. Schmitt-Walter també va actuar en òperes de Verdi com Ernani, La traviata i Un ballo in maschera, principalment en traducció alemanya. Va tenir un èxit considerable en òperes lleugeres alemanyes de Lortzing i també en opereta. També va ser un excel·lent intèrpret de lieder. Des del 1962, va ensenyar a Múnic i Copenhaguen i va morir a Baviera a l'edat de 84 anys.

## Enregistraments seleccionats
- Els mestres cantaires de Nuremberg, Bayreuth 1960, dirigida per Hans Knappertsbusch.
- La flauta màgica, Salzburg, 1949, dirigida per Wilhelm Furtwängler.

## Filmografia seleccionada
- Whom the Gods Love (1942)